# Pedro Conde Soladana
Pedro Conde Soladana (Castronuño, 1940) és un periodista, polític i sindicalista espanyol, ja apartat de la política i del sindicalisme.
Sent treballador de la FASA-Renault i estudiant de dret i sociologia, entrà en contacte amb Manuel Hedilla i s'uní al FNAL (Front Nacional d'Aliança Lliure). S'afilià a la Confederació de Treballadors Sindicalistes, i es va moure en l'àmbit de la confrontació laboral, sent detingut i empresonat diverses vegades, i fins i tot acomiadat temporalment de la seva feina a Fasa-Renault. El maig de 1975 fou escollit president de la Junta de Comandament de FE de les JONS, que es va constituir com a Falange Espanyola de les JONS (Autèntica) més tard, a proposta de Narciso Perales. Posteriorment es va retirar de la política, i va fer de periodista, col·laborant en diversos diaris i revistes.
És autor dels llibres FE de les JONS (Autentica) (Bilbao, Edicions Albia, 1977) i Testimonio y desencanto: otra visión de la transición: la falange disidente (1978-1992) (Oviedo, Tarfe, 1996), amb pròleg de Fernando Sánchez Dragó. 430 pàgines.